# Comedy girls
Comedy Girls（好好笑女孩），為台灣的女子搞笑團體。成立於2013年。2013-2016由六位女孩組成，包括涵冷娜、酸酸、ㄆㄆ、珊珊、阿花,表演方式以美式脫口秀、日式漫才、即興互動及搞笑短劇。

## 初代成員
- 黃小胖

本名黃鈺婷，好好笑女孩團長。擅長美式脫口秀，曾參與安徽衛視「超級演說家」並通過初選。
- 酸酸

本名吳映軒。擅長美式脫口秀及漫才，曾參與安徽衛視超級演說家並通過初選。幕後負責團內劇本發想，台前通常以擔任主持人及串場為主。
- 珊珊

本名陳玉珊。長期關注及參與社會運動。喜歡恐怖片及血腥片。
- 涵冷娜

本名許乃涵。負責團內劇本發想及創意表現，曾參與安徽衛視超級演說家且通過初選，利用胸部百寶袋以及尺度大的表演出名
- ㄆㄆ

本名李旻潔。擅長各式台語、台灣國語以及誇張的肢體表情演出，而且其誇張程度有愈來愈無法控制的狀況出現。
- 阿花

本名洪麗華。肢體柔軟，表情豐富，擅長角色及動物的模仿。

## 演出作品
| 作品名稱                | 演出時間         | 地點             | 演出內容 |  |
| ----------------------- | ---------------- | ---------------- | --- |  |
| 《徵婚起笑》            | 2014/12/18~21    | Neo Studio       | 尋找 Mr. Right、涵酸少女《 另類羅曼史》、徵婚必勝保證班（男生班、女生班）、黃小胖認真脫口秀、OL生存之道                                                            |  |
| 《徵婚啟事》網路劇      | 2014             | Youtube          | |  |
| 《Party Time 2gether》  | 2014/08/01~03    | 卡米地喜劇俱樂部 | |  |
| 《音樂好小時光》        | 2014/10/17 & 24  | Y17花漾展演空間  | Introduce、聞腋青年、地瓜時光(?)、我不是個Rocker、Go! Go!! Comedy Girls!!!                                                                                         |  |
| 《音樂好小時光》        | 2014/06/13~15    | Legacy Mini      | Introduce、聞腋青年、地瓜時光(?)、我不是個Rocker、Go! Go!! Comedy Girls!!!                                                                                         |  |
| 《人生魔術靈》          | 2014/04/25~27    | 卡米地喜劇俱樂部 | |  |
| 《人生魔術靈》          | 2014/03/13~16    | 卡米地喜劇俱樂部 | |  |
| 《一起玩吧!情人節派對》 | 2014/02/14 & 16  | E7PLAY三重館     | 重傷系歌手艾摩兒《男朋友》、真愛機激一號店 |  |
| 《X-Girls 超!女孩》     | 2014/04/11 & 13  | E7PLAY三重館     | AK158、高個星人、糙蛉呆星人、Lady NANA《我的歌聲裡》、人形電腦專賣店、X-girls超女孩                                                                                |  |
| 《X-Girls 超!女孩》     | 2013/12/27~29    | 卡米地喜劇俱樂部 | AK158、高個星人、糙蛉呆星人、Lady NANA《我的歌聲裡》、人形電腦專賣店、X-girls超女孩                                                                                |  |
| 《X-Girls 超!女孩》     | 2013/11/21~24    | 卡米地喜劇俱樂部 | AK158、高個星人、糙蛉呆星人、Lady NANA《我的歌聲裡》、人形電腦專賣店、X-girls超女孩                                                                                |  |
| 《Party Time》          | 2013/10/11~13    | 卡米地喜劇俱樂部 | |  |
| 《有機!激派對》         | 2013/09/20~22    | 卡米地喜劇俱樂部 | 涵酸少年《夜店把妹教學》、世界中性人選拔大賽、真愛機激一號店 |  |
| 《有機!激派對》         | 2013/07/11~14    | 卡米地喜劇俱樂部 | 涵酸少年《夜店把妹教學》、世界中性人選拔大賽、真愛機激一號店 |  |
| 《處女秀》              | 2013/12/19 & 22  | E7PLAY三重館     | 涵酸少女with洪阿花、黃小胖脫口秀《如果這不是愛,什麼才是愛》、創作型歌手 白爛《是什麼讓我遇見這樣的你!幹!》、女人心事、傲嬌女王學園、聖誕老妞妞歌舞秀(聖誕派對限定) |  |
| 《處女秀》              | 2013/09/19~22    | 卡米地喜劇俱樂部 | 涵酸少女with洪阿花、黃小胖脫口秀《如果這不是愛,什麼才是愛》、創作型歌手 白爛《是什麼讓我遇見這樣的你!幹!》、女人心事、傲嬌女王學園、聖誕老妞妞歌舞秀(聖誕派對限定) |  |
| 《處女秀》              | 2013/06/14~16    | 卡米地喜劇俱樂部 | 涵酸少女with洪阿花、黃小胖脫口秀《如果這不是愛,什麼才是愛》、創作型歌手 白爛《是什麼讓我遇見這樣的你!幹!》、女人心事、傲嬌女王學園、聖誕老妞妞歌舞秀(聖誕派對限定) |  |
| 《處女秀》              | 2013/02/28~03/03 | 卡米地喜劇俱樂部 | 涵酸少女with洪阿花、黃小胖脫口秀《如果這不是愛,什麼才是愛》、創作型歌手 白爛《是什麼讓我遇見這樣的你!幹!》、女人心事、傲嬌女王學園、聖誕老妞妞歌舞秀(聖誕派對限定) |  |

## 相關連結
- 好好笑女孩Comedy Girls Facebook粉絲專頁（页面存档备份，存于）
- 好好笑女孩Youtube頻道（页面存档备份，存于）